# Couret
Couret ist eine französische Gemeinde mit 229 Einwohnern (Stand 1. Januar 2022) im Département Haute-Garonne in der Region Okzitanien (zuvor Midi-Pyrénées). Die Einwohner werden als Couretois bezeichnet.

## Geographie
Die Gemeinde liegt im Comminges, 14 Kilometer südöstlich von Saint-Gaudens.
Nachbargemeinden sind: Ganties, Estadens und Soueich.

## Geschichte
Der Betrieb des im 19. Jahrhundert entstandenen Thermalbades wurde 1958 eingestellt. Das Gebäude der Thermenanlage Bains de Ganties ist noch vorhanden.  

## Bevölkerungsentwicklung
| Jahr                      | 1962 | 1968 | 1975 | 1982 | 1990 | 1999 | 2006 | 2013 | 2016 | 2019 |
| ------------------------- | ---- | ---- | ---- | ---- | ---- | ---- | ---- | ---- | ---- | ---- |
| Einwohner                 | 115  | 140  | 131  | 208  | 211  | 195  | 193  | 233  | 241  | 231  |
| Quelle: Cassini und INSEE |      |      |      |      |      |      |      |      |      |      |

## Sehenswürdigkeiten
- Schloss, erbaut im 17. Jahrhundert
- Kirche Saint-Martin aus dem 19. Jahrhundert
- Wassermühle aus dem 18. Jahrhundert